# Kenly Green House
Kenly Green House, auch Kenlygreen House, ist eine Villa in der schottischen Ortschaft Boarhills in der Council Area Fife. 1973 wurde das Bauwerk als Einzeldenkmal in die schottischen Denkmallisten in der höchsten Denkmalkategorie A aufgenommen.

## Beschreibung
Die Villa wurde im späten 18. Jahrhundert errichtet. Sie wurde zwischenzeitlich teilweise restauriert.
Kenly Green House steht isoliert am Südostrand von Boarhills in einem Mäander des Baches Kenly Burn. Die südwestexponierte Hauptfassade ist fünf Achsen weit. Mittig tritt das Hauptportal heraus. Es ist dorisch pilastriert und ist durch ein Gesimse bekrönt. Auf den Pilastern an den Gebäudekanten sitzen Urnen auf. Sämtliche Fenster entlang der Hauptfassade schließen mit Architraven und sind stuckverziert. Der abgehende einstöckige Flügel ist ebenfalls mit Pilastern und Urnen gestaltet. Die elliptischen Fenster sind neueren Datums. Das abschließende Walmdach mit traufständigen Kaminen ist mit Schiefer eingedeckt.